# Vale tudo
El vale todo (del portugués: vale tudo), o todo vale, es una modalidad de combate originaria de Brasil en los años 1920, donde los luchadores pueden usar cualquier técnica proveniente de las artes marciales o de los diferentes deportes de contacto, ya que las reglas permiten casi todo, así como el combate en el suelo. Antiguamente, en la mayoría de eventos de este tipo no se usaban guantillas y las únicas reglas consistían en no meter los dedos en los ojos, la boca y no morder, aunque existían pequeñas variantes entre las distintas organizaciones.
Los combates se podían ganar por nocaut (el árbitro detiene el combate cuando uno de los luchadores no se defiende o no lo hace de forma inteligente) o por rendición, dando dos o tres palmadas en el suelo, en su  cuerpo o en el del oponente, ya sea cuando se aplica una luxación a las extremidades o un estrangulamiento, aunque también es frecuente el abandono por golpes.
Este nombre también se usa para denominar al estilo propio de pelea (aunque no por ello original) de un luchador, derivado de la combinación de varios sistemas de combate y artes marciales con el cual cada luchador enfrenta a sus rivales. Los luchadores deben dominar los estilos de pelea tanto de pie como en el suelo. 
En la actualidad, el "vale tudo" cuenta con un reglamento más extenso que previene cualquier tipo de lesión grave o permanente, y en donde el uso de guantillas ligeras es obligatorio. Los cabezazos, golpes en la nuca, cuello o testículos no están permitidos. 
Gracias a esta evolución, la popularidad de este deporte está creciendo mucho en países como Japón, Estados Unidos, Países Bajos y el mismo Brasil, entre otros. 
El vale tudo como modalidad deportiva no debe confundirse con las artes marciales mixtas, ya que son disciplinas diferentes, tanto en su concepción como en las reglas que se aplican al combate. Se debe tomar en cuenta que en las artes marciales mixtas los luchadores que se enfrentan entre sí pueden practicar uno o más artes marciales distintas cada uno. La confusión se debe a que tanto en el vale todo como en las artes marciales mixtas las reglas son casi las mismas, los luchadores solo pueden llevar guantillas en ambas manos para golpear, y también pueden dar golpes con otras extremidades del cuerpo, así como aplicar llaves de rendición, estando prohibido también golpear en los genitales, el cuello, la nuca y los ojos.

## Historia
Los espectáculos de lucha llamados vale-tudo se hicieron populares en Brasil durante la década de 1920. Nacieron como entretenimiento circense, de forma similar al catch wrestling, y su temática era enfrentar a luchadores de diferentes disciplinas en un combate lo más realista posible. Así lo dice uno de los primeros informes sobre estas luchas, recogido por el Time el 24 de septiembre de 1928:

En São Paulo, Brasil, la semana pasada tuvo lugar un espectáculo circense. Al final, como la última y más brillante atracción, se celebró un combate de lucha libre entre un gigantesco negro bahiano de nombre desconocido y un pequeño japonés de nombre similarmente desconocido. Después de unos minutos de lucha, el bahiano tuvo al japonés sobre su espalda; pero el nipón rodó sobre sí mismo, riendo disimuladamente, y al final del forcejeo estaba sentado triunfalmente sobre el oscuro y pesado estómago de su adversario.

El japonés, cuya identidad se cree que no habría sido otra que Geo Omori, se trataba de un yudoca, mientras que su oponente es muchas veces citado como un capoerista, aunque otras fuentes hablan de él como más probablemente un practicante de lucha tradicional.
En esos combates se permitía golpear con las manos (abiertas o cerradas), piernas, codos, rodillas y cabeza, lanzar al oponente al suelo de cualquier forma, y aplicarle cualquier llave a las extremidades o estrangulaciones. El luchador debía poder manejarse en un número casi ilimitado de circunstancias en una actividad de enorme demanda física, lo que hacía que los luchadores de vale todo fueran considerados como muy completos dentro del panorama de las artes marciales y deportes de contacto.
Sin embargo, este tipo de enfrentamientos no se extendió hasta 1959-1960, cuando se empezaron a celebrar estas luchas en un programa de televisión llamado Heróis do Ringue ("Héroes del Ring"). La creencia popular sostiene que este programa fue retirado de parrilla después de que un luchador rompiera el brazo de su oponente con una luxación, causando que las astillas de hueso le atravesaran la piel y dando como resultado un cruento espectáculo. En realidad, el programa cambió de nombre y formato por el de uno de lucha libre americana, y fue finalmente sustituido por lucha libre profesional debido a su superior popularidad. Sin embargo, ejemplificando el carácter extremo de los primeros tiempos del vale tudo, se ha de decir que el mencionado combate ocurrió tal y como se explica: tuvo lugar el 6 de julio de 1959 entre João Alberto Barreto, más tarde conocido como el árbitro de UFC 1, y José Geraldo.
De 1960 en adelante, el vale todo quedó reducido a una discreta subcultura, con la mayoría de las luchas celebrándose en dōjos, pequeños gimnasios o locales públicos, a menudo al borde de la ilegalidad. La forma más pura de vale todo se mantuvo activa en Río de Janeiro, donde tuvo lugar una intensa rivalidad entre practicantes de jiu-jitsu brasileño y luta livre, mientras que otras variantes mayormente basadas en capoeira se celebraron en Bahía, donde era un deporte popular. En el resto del país podían verse otros estilos más difusos.
Posteriormente en 1993, una empresa, SEG SPORTS, organizó en EE. UU. un torneo de vale todo, el Ultimate Fighting Championship (UFC) bajo el eslogan "anything goes" o sea, vale todo, sin límite de peso, tiempo, y con reglas mínimas, con el objetivo de demostrar qué el arte marcial era más efectivo. Otra novedad fue el cambio de espacio de combate, del cuadrilátero de boxeo usado en Brasil se pasó a una jaula octogonal, bastante más grande, que se ha convertido en un símbolo de la organización. Sin embargo, en Japón todavía se acostumbra realizar peleas de vale todo en los cuadriláteros de boxeo, y los combates son de 3 asaltos de 2 minutos cada uno.
En los primeros eventos de UFC los luchadores tenían que pelear varias veces el mismo día para ganar el torneo. Hasta allí acudieron varios luchadores de diferentes disciplinas: karate, taekwondo, judo, boxeo, kickboxing, muay thai, capoeira, lucha libre, sambo, sumo, ninjutsu, etcétera.
En los 4 primeros torneos de UFC participa un miembro de la familia Gracie, Royce, que ya tenía bastante experiencia en retos de este tipo en Brasil. Royce Gracie consigue vencer a todos sus adversarios, casi siempre más pesados que él, derribándolos y haciéndoles abandonar con luxaciones o estrangulamientos. Ganó tres de los 4 primeros UFC, ya que en UFC 3 se retiró tras su primer combate contra Kimo Leopoldo, pese a haberle ganado con una llave de brazo, debido al agotamiento. El combate fue muy duro e intenso, y además, Kimo era mucho más musculoso y pesado que Royce. 
Otros grandes campeones en UFC de esa época fueron Dan Severn (lucha libre), Oleg Taktarov (sambo), Mark Coleman (lucha libre) y Marco Ruas (luta livre/Ruas Vale Tudo), entre otros.
Aparte de  la UFC, varias organizaciones internacionales organizaban eventos de vale todo, como la International Vale Tudo Championship, afincada en Brasil, que celebró eventos desde 1996 hasta el 2002, siendo la última organización que mantenía el reglamento original de vale todo. Grandes campeones de MMA como Vanderlei Silva o Jesus Domínguez empezaron compitiendo en los rings de IVC.
Otra organización famosa fue la World Vale Tudo Championship, también brasileña, que de la misma forma usaba una jaula y permitía a los luchadores elegir si querían usar guantillas o no. Campeones de la talla de Igor Vovchanchyn compitieron regularmente allí.
Menos conocida pero de gran nivel fue International Absolute Fighting Championship, de Rusia, donde se dieron a conocer grandes luchadores.
Junto a estas organizaciones hubo bastantes más, varias de ellas de un gran nivel.

## Influencia del vale todo
El concepto del vale todo se ha adaptado de diferentes formas en distintos lugares. De este modo surgen diferentes eventos o torneos que, teniendo en cuenta la seguridad de los luchadores, limitan un tanto las acciones en el ring. Así, en algunos eventos no se puede patear al rival caído, en otros no se permite el uso de codos en la cara, golpear con las rodillas si el rival está en el suelo, etcétera. 
El vale todo definitivamente ha evolucionado para salir de este ambiente de deporte-desafío para entrar de lleno en el deporte-espectáculo. Actualmente hay dos grandes eventos, el Ultimate Fighting Championship, que se celebra en Estados Unidos, y el Pride Fighting Championship, que se celebraba en Japón, aunque hay más de 400 eventos documentados a lo largo y ancho del globo. Es en este último país donde el vale todo goza de una mayor popularidad, habiendo eclipsado a otras de las modalidades deportivas más populares. Estas dos competiciones han desechado el concepto original y el propio término "vale todo" por el de artes marciales mixtas o MMA (Mixed Martial Arts o Artes Marciales Combinadas), la evolución deportiva del espectáculo que era el "vale todo", teniendo hoy día un reglamento serio para proteger la integridad de los contendientes, y categorías de peso, así como límite de tiempo en rounds, haciendo del vale todo de hoy día un deporte de contacto como otro cualquiera, y que gana adeptos día a día debido a la intensidad de sus combates.

## Algunas consideraciones

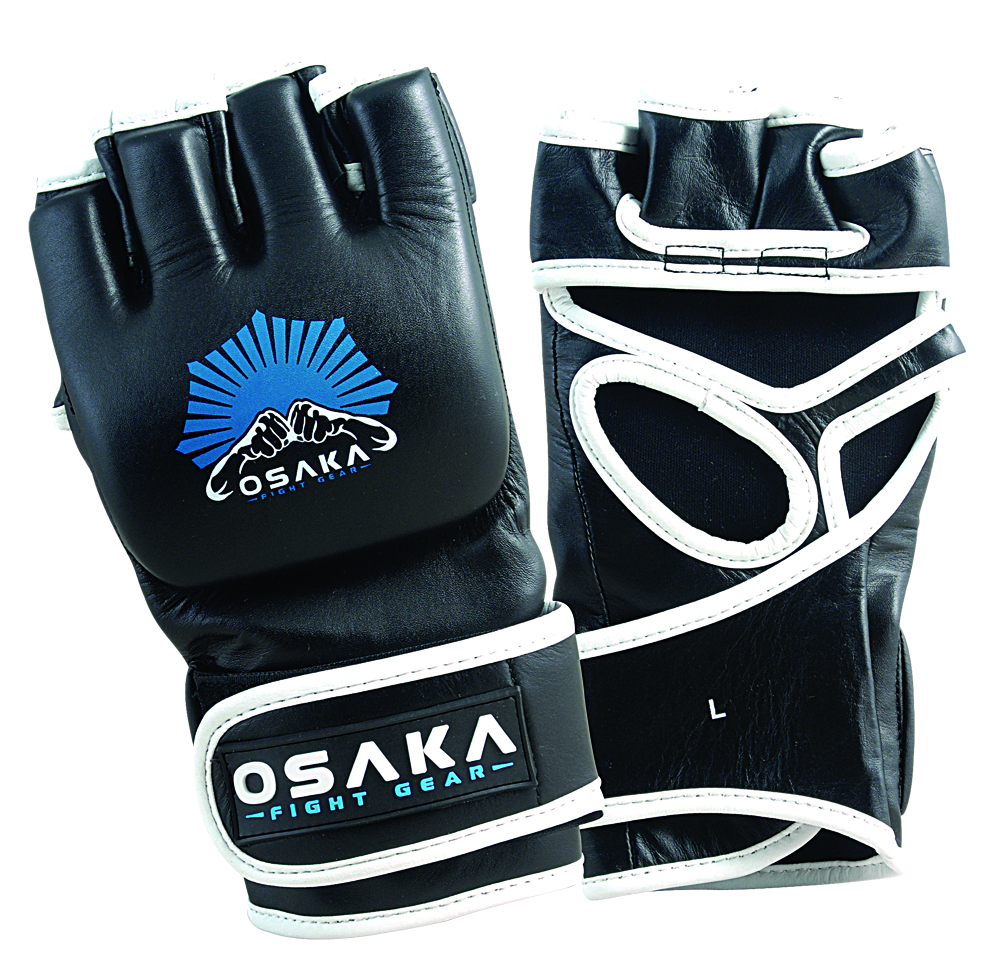
Guantillas de vale todo, usadas también en las artes marciales mixtas.

A menudo, la gente relaciona el vale todo con una pelea sin reglas, o con las peleas clandestinas de apuestas. Este concepto dista mucho de la realidad. Si se atiende a la historia completa del vale todo, tan solo ha habido que lamentar dos víctimas mortales. Si se compara esto con el rey de los deportes de contacto, el boxeo, por ejemplo, se tienen documentadas más de 1000 muertes documentadas en los poco más de 100 años de historia de éste, aunque también es cierto que el boxeo suma muchísimas más peleas por año.
El hecho de que no se usa el llamado: "conteo de protección" o cuenta del 1 al 10 para declarar el nocaut técnico, sino que se decreta inmediatamente, ha conseguido reducir notablemente el daño cerebral que los luchadores pueden sufrir, dejándolo muy por debajo de otras formas de combate, como el boxeo o el kickboxing, donde un luchador puede sufrir hasta tres nocauts o pérdidas de la conciencia en un mismo asalto.
El uso de guantillas ligeras (de 15 onzas) no quita apenas pegada a los puñetazos, y además no permite que los luchadores usen las guantillas para bloquear o desviar mejor los golpes, como sí ocurre en los deportes que usan guantes de boxeo (que actúan como pequeños protectores). Además, al no quitar casi pegada, se necesitan menos golpes para dejar nocaut a alguien, por lo que el daño cerebral a la larga es bastante menor.
Otra consideración que existe es que en el vale todo un luchador puede rendirse si en caso su rival le aplica una llave de rendición de la que no puede escapar, a diferencia del boxeo en la que un boxeador solo puede rendirse después de tirar la toalla.
También, hay que tomar en cuenta que el número de asaltos en el vale todo y el límite de tiempo de duración de estos es menor a los del boxeo, debido a que en el vale todo el número de asaltos es de 3 y la duración de cada uno es de 2 minutos, con lo cual se reduce aún más el daño. A diferencia del boxeo, en el que el número de asaltos puede variar dependiendo de la situación; actualmente el número de asaltos en el boxeo puede ser de 4, 6, 8, 10 ó 12 y la duración de estos es de 3 minutos para cada uno. Anteriormente eran 15 asaltos de 3 minutos cada uno, y mucho antes eran 20 asaltos de 5 minutos cada uno.

## Diferencia con las artes marciales mixtas
A menudo se suelen confundir ambos términos, sin embargo, existe una clara diferencia respecto a estos.
El vale todo y las artes marciales mixtas poseen en común algunas reglas las cuales son: usar guantillas en ambas manos para poder dar puñetazos, también se pueden dar codazos, así como rodillazos, patadas y pisotones; aplicar llaves de rendición o lanzar al oponente contra la lona. No se puede golpear en los genitales, el cuello, la nuca y los ojos. La victoria puede darse por nocaut, por rendición o por puntos.
Sin embargo, existen algunas diferencias: en el vale todo el número de asaltos es de 3 y la duración de cada uno es de 2 minutos, mientras que en las artes marciales mixtas el número de asaltos también es de 3 pero su duración es de 5 minutos cada uno; los combates de vale todo generalmente se dan en el mismo cuadrilátero en donde se realizan los combates de boxeo, mientras los combates de artes marciales mixtas se dan en una jaula octogonal. El vale todo es un arte marcial independiente, a diferencia de las artes marciales mixtas en las que los luchadores pueden practicar más de un arte marcial diferente cada uno. Por ejemplo, un luchador puede saber karate y jiujitsu, y el otro judo y taekwondo. En el vale todo, la pelea no puede ser detenida a menos que uno de los luchadores se rinda o sea noqueado. En caso de que uno de los luchadores esté sangrando, la pelea no puede ser detenida; sin embargo, en las artes marciales mixtas, la pelea sí puede ser detenida cuando uno de los luchadores sangra y el tiempo es detenido, pero una vez que se reanude, ambos luchadores tienen que volver a la posición en la que estaban.